# Andrea Consigli
Andrea Consigli (Cormano, Italia, 27 de enero de 1987) es un futbolista italiano, se desempeña como guardameta y actualmente se encuentra sin equipo.

## Clubes
| Club              | País   | Año       | Partidos | Goles |
| SS Sambenedettese | Italia | 2006-2007 | 32       | 0     |
| Rimini FC         | Italia | 2007-2008 | 35       | 0     |
| Atalanta BC       | Italia | 2008-2014 | 193      | 0     |
| US Sassuolo       | Italia | 2014-2025 | 372      | 0     |

- Datos: Q1873932
- Multimedia: Andrea Consigli / Q1873932